# J. M. Barrie

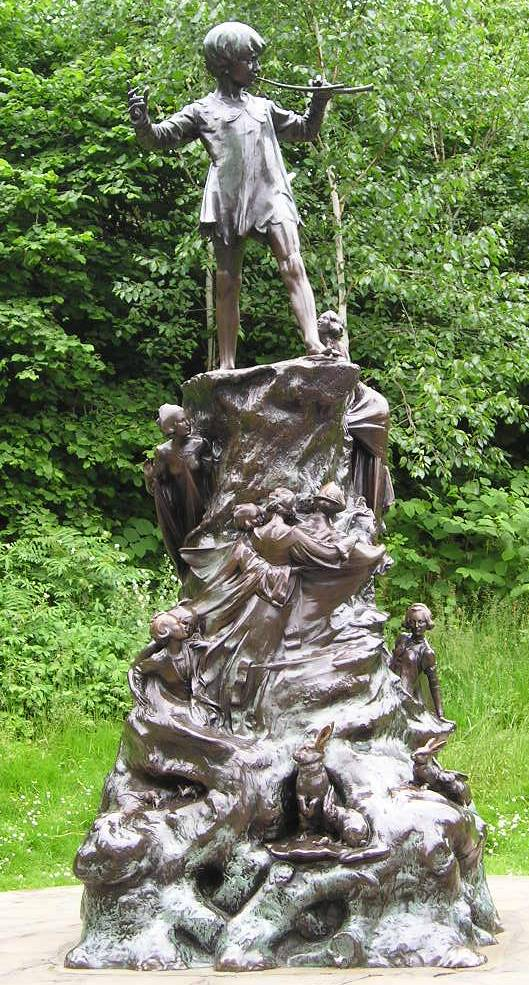
Statuia lui Peter Pan din Kensington Gardens, Londra

James Matthew Barrie (n. 9 mai 1860, Kirriemuir⁠(d), Scoția, Regatul Unit al Marii Britanii și Irlandei – d. 19 iunie 1937, Greater London, Anglia, Regatul Unit) a fost un scriitor și dramaturg scoțian cunoscut pentru crearea lui Peter Pan, băiețelul care a refuzat să crească. S-a născut în orașul Kirriemuir din subdiviziunea Angus, Scoția și a murit la Londra. O altă operă importantă de a lui este Micuța pasăre albă (The Little White Bird). 

## Lucrări
- Auld Licht Idylls[nefuncțională]
 (1888)
- Better Dead (1888)
- A Window in Thrums (1889)
- My Lady Nicotine (1890), republcată în 1926 cu subtitlul A Study in Smoke
- The Little Minister (1891)
- Sentimental Tommy, The Story of His Boyhood (1896)
- Margaret Ogilvy (1896)
- Tommy and Grizel (1900)
- Quality Street (1901)
- The Admirable Crichton (1902)
- The Little White Bird sau Adventures in Kensington Gardens (1902)
- Peter Pan (1904)
- Pantaloon (1905)
- Peter Pan in Kensington Gardens (1906)
- What Every Woman Knows (1906)
- When Wendy Grew Up - An Afterthought (1908)
- Peter și Wendy (roman) (1911)
- Dear Brutus (1917)
- Echoes of the War (1918)
- The Old Lady Shows Her Medals (1918), după care s-a făcut filmul Seven Days Leave (1930), cu Gary Cooper
- A New World (1918)
- Barbara's Wedding (1918)
- A Well-Remembered Voice (1918)
- Alice Sit-By-The-Fire (1919)
- Mary Rose (1920)
- Farewell Miss Julie Logan (1932)
- The Boy David (1936)
- poveste pentru film As You Like It (1936)
- Stories by English Authors: London (contributor)
- Stories by English Authors: Scotland (contributor)
- The Young Visiters or, Mr. Salteena's Plan de Daisy Ashford (prefața)

## Biografie
- Barrie: the Story of a Genius by Sir J. A. Hammerton, 1929.
- J. M. Barrie by W. A. Darlington, 1938.
- The Story of J.M.B. by Denis Mackail, comandată de Cynthia Asquith și Peter Llewelyn Davies ca biografie autorizată a lui Barrie, și publicată în 1941.
- The Story of J.M.B. by Sewell Stokes, Theatre Arts, Vol.XXV No.11, New York: Theatre Arts Inc, Nov 1941, pp 845–848.
- J. M. Barrie: the Man Behind the Image by Janet Dunbar, 1970.
- J. M. Barrie and the Lost Boys by Andrew Birkin, 1979 (revised and republished by Yale University Press, 2003).
- Hide-and-Seek with Angels: A Life of J. M. Barrie by Lisa Chaney, 2005.
- Captivated: J. M. Barrie, Daphne du Maurier & the Dark Side of Neverland by Piers Dudgeon, 2008. Published in the US under the title: Neverland: J.M. Barrie, the du Mauriers, and the Dark Side of Peter Pan.